# Hypargyra
Hypargyra is een kevergeslacht uit de familie van de boktorren (Cerambycidae). De wetenschappelijke naam van het geslacht werd voor het eerst geldig gepubliceerd in 1890 door Gahan.

## Soorten
Hypargyra omvat de volgende soorten:
- Hypargyra albilateralis (Harold, 1880)
- Hypargyra cribripennis Gahan, 1890
- Hypargyra discors (Fairmaire, 1897)
- Hypargyra vitticollis (Aurivillius, 1908)